# 羚羊中心 (加利福尼亞州)
羚羊中心（英語：Antelope Center）是位於美國加利福尼亞州洛杉磯縣的一個非建制地區。該地的面積和人口皆未知。

## 地理
羚羊中心的座標為34°34′48″N 117°58′09″W / 34.58000°N 117.96917°W，而該地的平均海拔高度為807米（即2648英尺）。